# 大海渡桂子
大海渡 桂子（おおかいど けいこ）は、日本の国際機関職員。国際連合アジア太平洋経済社会委員会（ESCAP）元事務局次長。

## 人物・経歴
上智大学国際教養学部大学院・経営管理学修士（MBA）。慶應義塾大学大学院法学研究科後期博士課程修了（政治学専攻）、博士（法学）。大学卒業後、一般社団法人日本経済団体連合会事務局、アジア民間投資会社（PICA）を経て、世界銀行グループの国際金融公社（IFC）ラテン・アメリカ局インベストメントオフィサー、世界銀行工業局フィナンシャルアナリスト、海外経済協力基金（OECF）業務部課長、次長、債権管理部長、国際連合アジア太平洋経済社会委員会（ESCAP）事務局次長を歴任。
1989年から1996年の間、世界銀行に在職。
著書に『日本の東南アジア援助政策 日本型ODAの形成』（慶應義塾大学出版会、2019年）がある。